# Новоконстантинов
Новоконстантинов (укр. Новокостянтинів) — село в Хмельницком районе Хмельницкой области Украины.
Население по переписи 2001 года составляло 675 человек. Почтовый индекс — 31361. Телефонный код — 3857. Занимает площадь 2,698 км². Код КОАТУУ — 6823084204.

## Местная власть
31500, Хмельницкая обл., Хмельницкий р-н, пгт Летичев, ул. Соборная, 16